# 린전위
린전위(중국어 정체자: 林珍羽, 병음: Lín Zhēnyû, 영어: Nicole Lin, 1987년 4월 14일 ~ )는 중화민국의 정치인이다. 2022년 타이베이시 제4선거구의 시의원으로 당선된다.

## 학력
- 타이베이시립 타이베이고등학교
- 타이난 응용 과기대학 미술 학사
- 밍촨 대학 관리학원 EMBA 석사

## 같이 보기
- 대만민중당